# Turceni
Turceni er en by i Gorj i Oltenien, Rumænien. Den administrerer fem landsbyer: Gârbovu, Jilțu, Murgești, Strâmba-Jiu og Valea Viei. Byen har 6.891 (2021) indbyggere.